# Motown 25: Yesterday, Today, Forever
Motown 25: Yesterday, Today, Forever foi um especial de televisão exibido em 1983, produzido por Suzanne de Passe, comemorando os 25 anos de existência da Motown Records, principalmente conhecido por ser a primeira performance em que Michael Jackson apresentou o seu muldialmente famoso passo moonwalk, sendo considerado o destaque do espetáculo. Além da apresentação de Michael, contou com shows de Junior Walker, Marvin Gaye, Mary Wells, The Vandellas, Jackson Five, The Miracles, Stevie Wonder, The Supremes, Temptations/The Four Tops e outros.
Uma versão VHS foi lançada em 1991.